# Maria de Woodstock
Maria de Woodstock (em inglês:  Mary; Palácio de Woodstock ou Castelo de Windsor, 11/12 de março ou 22 de abril de 1278/1279 – Priorado de Amesbury, 29 de maio de 1332 ou antes de 8 de julho de 1332) foi uma princesa inglesa por nascimento. Apesar de ser freira em Amesbury, ela vivia confortavelmente graças às provisões financeiras da família. Longe de viver uma típica vida enclausurada e distante dos luxos do mundo em seu convento como sua posição na Igreja Católica, normalmente, exigiria, Maria costumava visitar com frequência a corte real e a fazer peregrinações pelo país. Mesmo após uma bula papal que obrigava a clausura monástica de freiras ser emitida, suas viagens não foram afetadas. Embora sua posição de princesa e freira servisse como um elo de ligação entre a casa real da Inglaterra de Plantageneta, e a abadia de Fontevraud, Maria teve, por um tempo, o seu papel como visitante oficial do priorado removido. Mais tarde, ela conseguiu a sua reintegração com a abadessa chefe, Leonor da Bretanha, sua prima, graças à intervenção do irmão, Eduardo II de Inglaterra. 
Ela apoiou o frei e escritor, Nicholas Trevet, em suas obras literárias, e foi homenageada por ele em sua crônica. Maria continuou a visitar a corte durante eventos importantes, e a ter um relacionamento próximo com a família, até a sua morte, em 1332.

## Família
Maria foi a décima filha e décima terceira criança nascida do rei Eduardo I de Inglaterra e de sua primeira esposa, Leonor de Castela.
Os seus avós paternos eram o rei Henrique III de Inglaterra e Leonor da Provença. Os seus avós maternos eram o rei Fernando III de Castela e Joana de Dammartin.
Por parte de pai e mãe teve quinze irmãos, dos quais apenas seis chegaram à idade adulta, e um morreu ainda criança: Leonor, Condessa de Bar, foi casada primeiro com Afonso, Infante de Aragão e depois foi esposa de Henrique III de Bar; Joana de Acre, foi casada com Gilberto de Clare, 7.° Conde de Gloucester, e depois de sua morte, casou um escândalo ao tornar-se esposa de Ralf de Monthermer, um escudeiro de posição social inferior à de Joana; Afonso, Conde de Chester, herdeiro do pai, que morreu antes de se casar com sua noiva, Margarida, filha de Florêncio V, Conde da Holanda, aos 10 anos;  Margarida, Duquesa de Brabante, esposa de João II de Brabante; Isabel de Rhuddlan, cujo primeiro marido foi João I, Conde da Holanda, e o segundo foi Humberto de Bohun, 4.º Conde de Hereford, e o rei Eduardo II de Inglaterra, pai de Eduardo III, e marido da princesa Isabel da França, a responsável pela sua deposição em 1237.
Do segundo casamento do pai com a princesa Margarida de França, ela teve mais dois meio-irmãos, Tomás de Brotherton, 1.º Conde de Norfolk, marido de Alice de Hales e depois de Maria de Brewes, Edmundo de Woodstock, 1.º Conde de Kent, marido de Margarida Wake, 3.ª Baronesa Wake de Liddell, com quem teve, entre outros, Joana de Kent, mãe do rei Ricardo II de Inglaterra, e uma irmã, Leonor.

## Biografia

### Infância
Maria e seus vários irmãos foram criados nos berçários reais do Castelo de Windsor e no Palácio de Woodstock, pois os seus pois estavam sempre viajando numa espécie de corte intinerante. As crianças reais foram criadas ao lado de outros nobres. Apesar de Woodstock no nome de Maria indicar o seu local de nascimento, como era costume na Idade Média, é possível que tenha nascido em Windsor.
Maria, assim chamada, pode ter recebido seu nome em homenagem à Virgem Maria, ou talvez em homenagem a uma de suas madrinhas de batismo, a saber, Maria, Condessa de Ponthieu, avó materna da mãe da princesa. 
Quando a avó paterna de Maria, a rainha viúva Leonor da Provença, decidiu se retirar para o Priorado de Amesbury, pertencente a Abadia de Fontevraud, ela fez pressão para que a netas Maria e Leonor da Bretanha, se tornassem freiras da Ordem de São Bento no Priorado. Apesar da resistência da rainha Leonor, mãe de Maria  o rei ficou do lado da mãe e concordou em deixar a filha se tornar freira, e assim, a rainha, com relutância, também acabou assentindo.
A rainha viúva não foi a única pessoa a levantar a possibilidade de Maria ingressar na vida religiosa, contudo. Em 1282, alguns anos antes, a então prioresa de Fontevraud, Gila, havia escrito ao rei Eduardo I para expressar o interesse da Abadia em tornar a princesa uma freira, ao ouvir rumores de que ela seria destinada à Igreja. Eduardo havia respondido que ele não poderia confirmar a sua decisão de enviar a filha para Fontevraud, pois a decisão era de sua mãe e esposa. Como resposta, numa carta datada de 3 de março de 1283, Gila novamente enfatizou o desejo de que Maria se juntasse ao Priorado. A insistência se deve ao fato de que seria muito vantajoso para a abadia possuir uma filha do rei em seus conventos, para manter uma conexão direita com a monarquia. Em sua carta, ela deixou uma ameaça de que a devoção deles "se esfriaria", caso o rei voltasse atrás na sua palavra.
Em 1285, um ano após a morte do príncipe Afonso, Eduardo levou a família até Kent. O rei seguiu numa peregrinação até a igreja de Tomás Becket, na Cantuária, antes de passar uma semana no Castelo de Leeds com a família, seguido por uma caçada em Hampshire. Foi no final dessa viagem familiar que eles chegaram ao Priorado de Amesbury, em Wiltshire, onde Maria foi dedicada ao Priorado, em 15 de agosto de 1285, com apenas sete anos de idade, junto a mais outras treze garotas nobres. O dia 15 também correspondia ao dia da Assunção de Maria comemorado pela Igreja Católica. Contudo, a garota apenas foi velada, formalmente, como uma freira, aos treze anos, em dezembro de 1291. A sua prima, Leonor da Bretanha, tinha sido velada em março, sendo que a avó delas apenas chegou em junho de 1286.

### Vida religiosa e na corte
Os pais de Maria concederam à filha uma pensão vitalícia de £100 no ano de 1285 (o que equivale, aproximadamente, a £104.000 nos dias de hoje), além dela ter recebido o dobro do valor costumeiro para roupas, um direito especial aos vinhos das lojas, e poder viver no conforto de seus aposentos privados.  A avó de Maria e Leonor tinha começado a construir uma suíte de quartos privados no priorado, onde viveria com as netas no estilo condizente à realeza.
O rei Eduardo I e a rainha Leonor visitaram a filha e a sobrinha várias vezes: duas vezes em 1286 e em 1289, e novamente em 1290 e 1291. Em 1291, ele visitou três vezes: no mês de fevereiro para o enterro da mãe, Leonor da Provença, de novo em setembro, e, por fim, em dezembro quando a filha fez os votos de freira.
Após ter tomado o véu em agosto de 1285, Maria voltou para ficar com a família no outono, para ver a inauguração da távola redonda de Winchester, no Castelo de Winchester - uma mesa produzida a mando de Eduardo I, um entusiasta da lenda, porém, a pintura que contém os nomes dos cavaleiros do Rei Artur foi encomendada por Henrique VIII apenas no século XVI - e a criação de 44 novos cavaleiros pelo seu pai. Novamente, em março e depois maio de 1286, Maria foi visitar a família, sendo que cada visita durava cerca de um mês. Ela teve a oportunidade de se despedir dos pais, que, naquele ano, partiram para ficar na França por bastante tempo.
Em 13 de agosto de 1289, três anos depois, a princesa, junto de suas quatro irmãs e do príncipe Eduardo, estavam em Dover para receber Eduardo e Leonor de volta.
Em 30 de abril de 1290, Maria estava presente na corte para o casamento da irmã mais velha, Joana de Acre, com Gilberto de Clare, 7.° Conde de Gloucester, na Abadia de Westminster. Também é provável que ela tenha estado presente no casamento de outra irmã, Margarida, com o futuro duque João II de Brabante, em 8 de julho, no mesmo local.
Em 1290, Maria passou a Páscoa no Palácio de Woodstock, onde, junto com as irmãs, distribuiu uma grande quantidade de roupas e sapatos aos necessitados.
Na visita que seus pais fizeram a ela na primavera de 1290, Eduardo havia escolhido Amesbury como o local de uma reunião especial, convocada para cuidar dos preparativos da sucessão ao trono. Eduardo, provavelmente, escolheu o priorado para o encontro para que a sua mãe, a rainha viúva, que estava doente, estivesse presente para as discussões. O Arcebispo da Cantuária e 5 outros bispos, além do rei, da rainha e da rainha viúva, estavam todos presentes para formalizar a decisão de passar a sucessão para o único filho sobrevivente de Eduardo, o príncipe Eduardo de Caernarvon, de apenas 6 anos. Caso Eduardo morresse sem filhos, foi decidido que a sucessão passaria para a filha mais velha, Joana, que tinha recentemente se casado com com o conde Gilberto de Clare. Essa pode ter sido a última vez que Maria passou algum tempo com sua mãe, que veio a falecer em 28 de novembro de 1290. Embora o nome de Maria não seja mencionado junto com os seus irmãos Eduardo, Joana e Isabel, que visitaram Leonor no seu leito de morte, ela ainda pode ter visitado a mãe uma última vez antes de sua morte.
A rainha viúva, Leonor da Provença, faleceu em Amesbury, em junho de 1291, e era esperado que Maria se mudasse para a Abadia de Fontevraud. A prioresa de Fontevraud, Margarida de Pasey, sucessora de Gila, escrevia com frequência para o rei, pedindo que fosse permitido a princesa se mudar. No entanto, porque o rei provavelmente tinha medo de que Maria caísse nas mãos do franceses no caso de ocorrer uma guerra entre os países, Eduardo I se recusou, e manteve a filha em Amesbury, dobrando a sua pensão para o valor de £200. Ainda em 1292, Maria também ganhou o direito de receber 40 carvalhos por ano das florestas reais, além de 20 tonéis de vinho por ano de Southampton.
Maria também se correspondia com a família por meio de cartas. Em 1292, ela escreveu ao pai que ele deveria enviar notícias sobre o seu bem estar através de cada mensageiro que passasse.

### Representante da Ordem
Logo, Maria começou a viajar com constância, ainda que fosse residente na casa religiosa. Ela visitou o irmão, o príncipe Eduardo (o futuro Eduardo II de Inglaterra) em 1293, e, comparecia frequentemente, à corte, onde passou cinco semanas, em 1297, antes da partida da irmã, Isabel de Rhuddlan, para a Holanda, pois ela havia se casado com João I, Conde de Holanda. Maria e Isabel pagaram por um missa especial a ser realizada em homenagem à mãe falecida delas, em 1297. Além disso, nessa visita, Maria também deu esmolas, e um fecho dourado em nome de seu pai, na igreja de Santa Edite.
A partir de 1301, ela passou a ocupar os postos de viceregente e visitante (visatrix) para a abadessa, com o direito de transferir as freiras entre os conventos,  e de visitar outros conventos para inspecioná-los. Ela pode ter sido apontada viceregente pela abadessa de Fontevraud, porque houve problemas de comunicação da abadia na França com o priorado na Inglaterra, quando a guerra entre os países foi retomada. Como viceregente, Maria emitiu vários documentos entre o período de 1300 a 1309. Num documento de 1301, ela assume o estilo imponente de Maria illustris regis Anglie nata vices reverende matris domine Margarete dei gracia Fontis Ebraudi abbatisse in Anglia gerens ("Maria, filha do ilustre Rei da Inglaterra, viceregente da Reverenda mãe Senhora Margarida, pela Graça de Deus, Abadessa de Fontevraud").
Maria, novamente, foi visitar a corte de Windsor em 1302, com Eduardo I pagando as despesas consideráveis da viagem. 
Ainda em 1302, a pensão anual de £200 foi substituída pelo direito da nobre a renda de várias mansões e à cidade de Wilton, em Wiltshire, os quais seriam dela sob a condição de que Maria permanecesse na Inglaterra. No entanto, ela acumulou muitas dívidas resultantes de jogo de apostas com dados enquanto visitava a corte, e, em 1305, recebeu £200 para pagá-las. 
Maria também ganhou a administração do Priorado de Grovesbury, em Bedfordshire, também conhecido como Mansão de Leighton, cuja propriedade manteve até a sua morte.
Ainda em 1305, ela foi incluída na comitiva da nova rainha, Margarida de França, que era sua madrasta. Margarida, que nasceu em 1279, tinha quase a mesma idade que sua enteada, que nasceu em 1278 ou 1279. A filha de Margarida, também chamada Leonor, tinha sido colocada sob os cuidados de Maria, sua meia-irmã, assim como outros nobres de famílias importantes, mas ela morreu ainda criança, em Amesbury.

### Conflito com a prima
Devido à posição de Maria, vários famílias nobres que desejavam que as filhas fizessem votos de freira, colocavam as jovens sob a custódia dela, as quais recebiam educação e treinamento espiritual da princesa.
Apesar de sua alta posição social e do grande apoio financeiro que possuía por parte da família, Maria, entretanto, falhou em obter uma alta posição religiosa na Ordem de São Bento, ao contrário de sua prima, Leonor, que se tornou abadessa de Fontrevaud, em 1304. O decreto papal Periculoso (que em latim significa "perigoso") do Papa Bonifácio VIII, foi lido em Amesbury em 1303; o documento exigia que as freiras permanecessem confinadas em seus estabelecimentos religiosas, porém, as viagens da princesa não parecem ter sido afetadas. Ela participou de várias peregrinações, inclusive uma até a Cantuária, e continuar a ser uma presença regular na corte real, acompanhada de uma comitiva composta por até 24 cavalos, as vezes junto de suas companheiras freiras,  como, no ano de 1293, quando Maria jantou com Eduardo I na corte, e trouxe consigo cinco freiras.
Logo após o ano de 1313, o seu papel como visitante foi removido. Anos depois, em 1317, o novo rei, Eduardo II, pediu à abadessa Leonor que o posto da irmã fosse restaurado, porém, a prima recusou o pedido. Maria persistiu, e, por fim, conseguiu um mandato papal que exigia a sua reintegração, ao qual Leonor parece ter obedecido, em 1318.
O seu papel como intercessora entre a coroa e a abadia pode ser visto numa carta de 1316, em que escreve ao irmão sobre a eleição de numa nobre prioresa para Amesbury. A carta se refere à prima deles, a abadessa de Fontevraud, portanto, a decisão de escolher a prioresa era de Leonor, que queria nomear uma nova prioresa que viesse de Fontevraud, e não de Amesbury. Assim, Maria tentou impedir a nomeação, ao usar a sua conexão com o rei, seu irmão, para anular a decisão da prima, ainda que, dentro da hierarquia religiosa, Leonor estivesse em posição superior à de Maria, que era superior à Leonor na hierarquia social. No fim, Maria saiu vitoriosa, e obteve uma prioresa originária de Amesbury.
Apesar de seu aparente conflito com a prima Leonor, Maria continuou a viver uma vida de confortos. Em 1316, ela emprestou mais de £2 dos fundos da Abadia (o que equivale, aproximadamente, à £1.100 em 2024), e enviou um empregado até Londres para tratar de assuntos pessoas, o que foi feito às custas do priorado.
Em 1321, Eduardo II pagou as despesas da irmã para que ela fosse numa peregrinação à Cantuária. Antes disso, na primavera de 1317, Maria também havia partido numa peregrinação para a mesma cidade acompanhada de Isabel de Lencastre, que foi colocada sob a proteção de Maria desde uma idade muito jovem, e Isabel de Clare. A primeira Isabel era filha de Henrique, 3.º Conde de Lencastre, que, assim, como Maria de Woodstock, era neto do rei Henrique III, e a segunda era sobrinha da princesa, filha do primeiro casamento de Joana de Acre, irmã de Maria.

## Morte, sepultamento e reputação
Maria faleceu em 1332, na data de 29 de maio ou depois, porém, antes de 8 de julho, quando tinha 53 ou 54 anos de idade. A princesa foi enterrada em Amesbury, perto da avó, Leonor da Provença. Contudo, todos os sepultamentos e tumbas foram perdidos. O Priorado de Amesbury foi dissolvido e a igreja foi destruída durante a Dissolução dos Mosteiros de 1539, promovida pelo rei Henrique VIII. O priorado e suas terras foram concedidas à Eduardo Seymour, 1.º Duque de Somerset, o irmão da rainha Joana Seymour, terceira esposa de Henrique VIII. Alguns dos prédios foram destruídos, e outros foram reutilizados para servir de casa para a família Seymour. A casa foi reconstruída em 1660, e, em 1661, se tornou conhecida como Abadia de Amesbury.
Após mais de vinte anos da morte de Maria, João de Warenne, 7.º Conde de Surrey casado com a sobrinha de Maria, Joana de Bar, filha de Leonor da Inglaterra, Condessa de Bar, tentou se divorciar dela, e para tal propósito, em 1345, alegou ter tido um caso amoroso com Maria antes de ter se casado com a sua sobrinha. Caso a sua alegação fosse verdadeira e não uma tentativa desesperada para se divorciar, o casamento de João e Joana teria sido considerado nulo e inválido pois as duas compartilhavam do mesmo sangue, porém, apesar de mandatos papais que pediam pela investigação da questão, a verdade nunca foi estabelecida. 

## Papel como Mecenas
Foi efetivamente como uma princesa e não como freira, que Maria recebeu a homenagem do frei da Ordem Dominicana, Nicholas Trivet, um acadêmico e autor prolífico e versátil, de quem era mecenas, que, de 1328 a 1334, lhe dedicou as suas crônicas Annales Sex Regum Angliae, as quais ela mesma pode ter encomendado dele. A obra, cuja intenção original era servir como uma história divertida do mundo, mais tarde, tornou-se uma fonte de vários trabalhos populares importantes do período. Em parte, é um relato da própria Dinastia Plantageneta da qual a princesa fazia parte, e ela própria recebe uma menção lisonjeira. Ao mencioná-la, Trevet cita as palavras de Jesus presentes no Evangelho segundo Lucas, onde Jesus, com bom humor, defende a Maria bíblica para a sua irmã, Marta. Isso é considerado uma utilização ousada do evangelho, o qual era, tradicionalmente aplicado à Virgem Maria.
O provável é que Maria foi a fonte de muitas dos detalhes da família de Eduardo I, e a inclusão de várias anedotas que demonstravam a sorte do rei, tal como a história da fuga milagrosa do rei de uma pedra que caía enquanto ele estava sentado, jogando xadrez. Ele havia se levantado para esticar as pernas, quando a pedra do teto abobadado caiu na cadeira em que ele tinha estado momentos antes. As histórias que ela contou a Trivet também servem para evidenciar que ela estava na corte com frequência. As provisões financeiras dadas a ela pelo pai, significavam que ela não precisava sofrer pelos seus votos de pobreza como freira.